# Zephyranthes depauperata
Zephyranthes depauperata är en amaryllisväxtart som beskrevs av Herb.. Zephyranthes depauperata ingår i släktet Zephyranthes och familjen amaryllisväxter. Inga underarter finns listade i Catalogue of Life.